# Polyesthetiek
Polyesthetiek of polyesthetisch onderwijs (van  Oudgrieks πολυ (poly) voor veel en αἴσθησις (aísthēsis ) voor perceptie) is een kunsteducatieconcept dat in Hamburg ontstond in de loop van de 1968-beweging in de 20e eeuw.

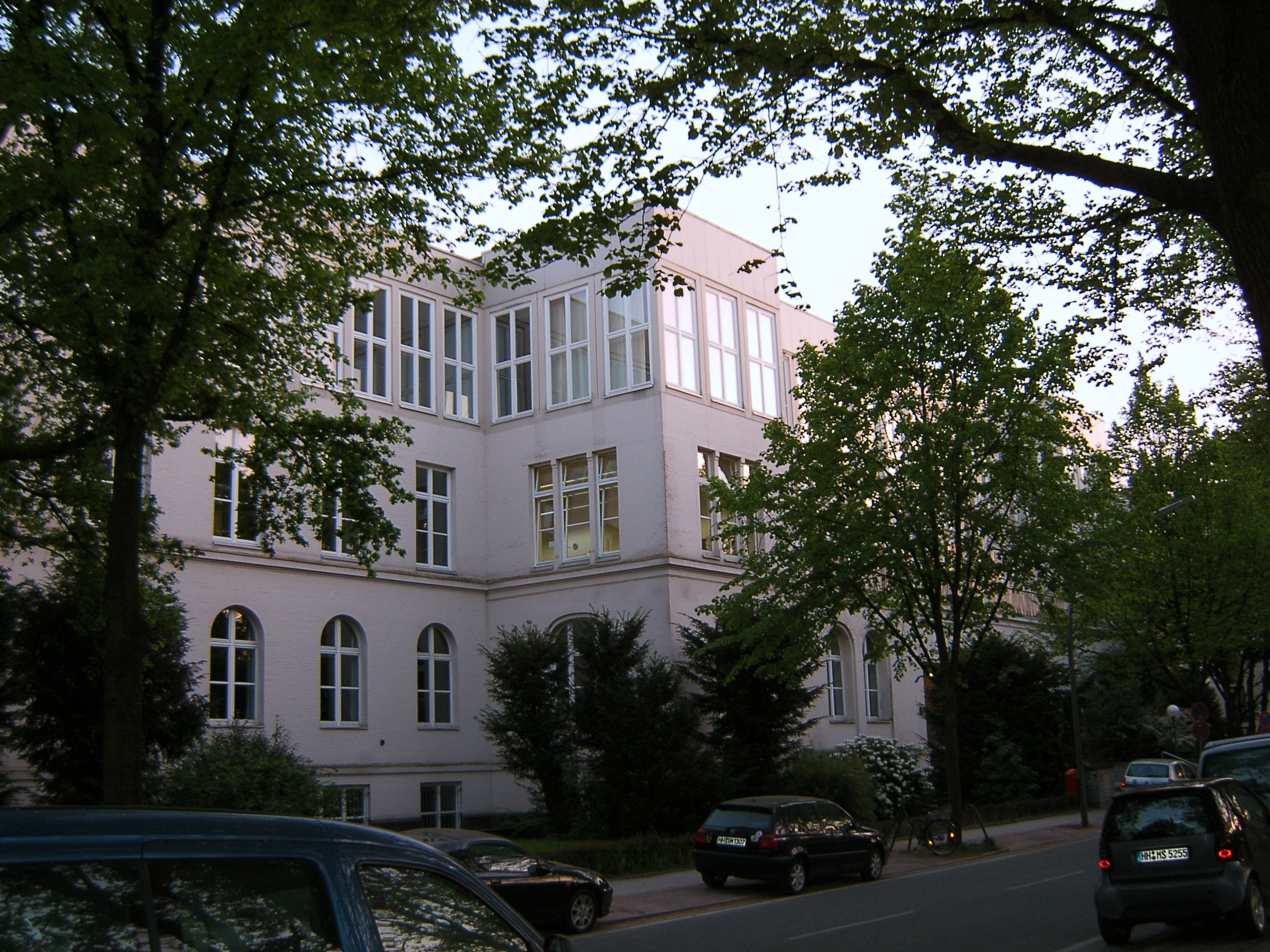
Fachhochschule für Gestaltung, Hamburg, 1970

## Concept
In termen van ideeëngeschiedenis komt de term polyesthetiek van Natias Neutert, die door decaan Hans Weckerle in 1970 werd aangesteld als docent aan de Hamburg University of Applied Sciences in Hamburg oratie werd er gepleit voor de oprichting van een nieuw kunstonderwijsvak dat de grenzen van eerdere opvattingen over esthetiek zou overstijgen.
Terwijl Neuterts 'bouwstenen' voor het kunstonderwijs worden geschetst als een 'vrij spel van ideeën' in essayistische vorm, hebben kunstpedagoog Wolfgang Roscher en zijn collega's de verdienste ze te hebben ontwikkeld tot een pragmatisch concept van esthetisch multimedia-onderwijs.

## Agentschap
De zes praktijk- en leergebieden, geïnspireerd door de neomarxistische ideeën van Herbert Marcuse over productie, reproductie, demonstratie, reflectie, consumptie en receptie, waarop Roscher en collega's de polyesthetische praktijk baseren, zijn bijzonder nuttig gebleken in het gebied van het zogenaamde 'muziekonderwijs'.

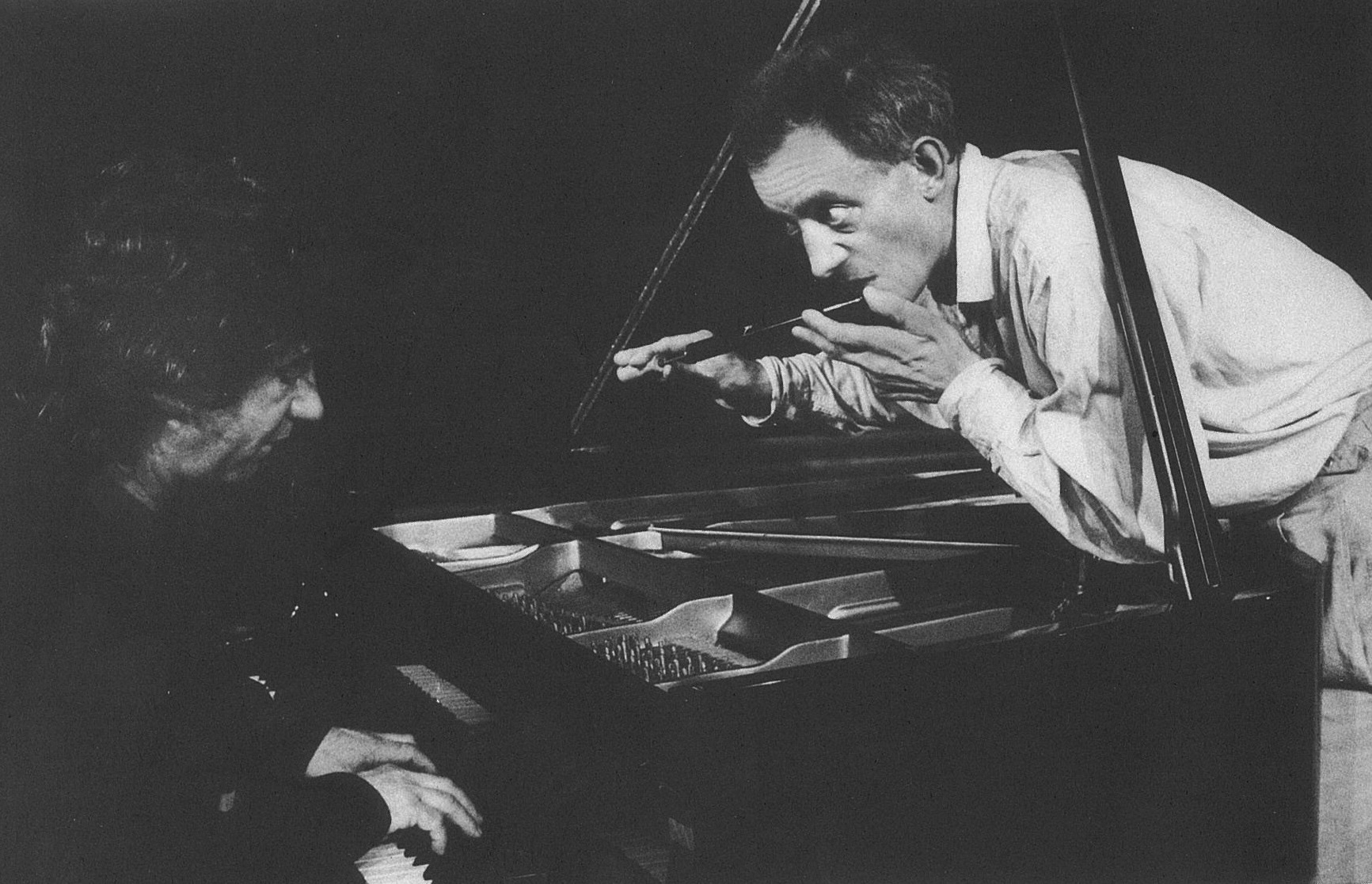
Natias Neutert (rechts) voert zijn polyesthetische "Sympathy for Piano and Pump" uit met zijn pianist Peter Adrian Wulff (links) tijdens de 'Berlijn – Culturele Stad van Europa' in de Martin-Gropius-Bau, 1988

Neuterts benadering om de grenzen van de traditionele esthetiek te overschrijden, geïnspireerd door zijn onderzoeksactiviteiten in de eerste International Walter Benjamin Gesellschaft, die hij oprichtte, is gebaseerd op het concept van een geïmproviseerd en open spel dat niet strikt door regels beheerst, maar ons gevoel van mogelijkheden in relatie tot de ruwe werkelijkheid moet oefenen en aanscherpen; volgens zijn vaak geciteerde formule: Spielen erzeugt eine eigene Wirklichkeit: die der Möglichkeiten (Spelen creëert zijn eigen realiteit: die van mogelijkheden) Deze formule, die vooral in de culturele sector wordt geciteerd en als motto voor projecten wordt gebruikt, was op verstandige wijze nauw verbonden met Heinz von Foersters Ethical Imperative van Karlshochschule International University ter gelegenheid van haar cultuurtheoretische discours Learning through Play.
Het samenspel van de ethische imperatief van Heinz von Foerster en de formule van Natias Neutert benadrukt het belang van speelse openheid voor nieuwe ideeën, perspectieven en oplossingen om de diversiteit aan keuze- en actiemogelijkheden uit te breiden in de zin van een volledig ontwikkelde menselijke conditie.

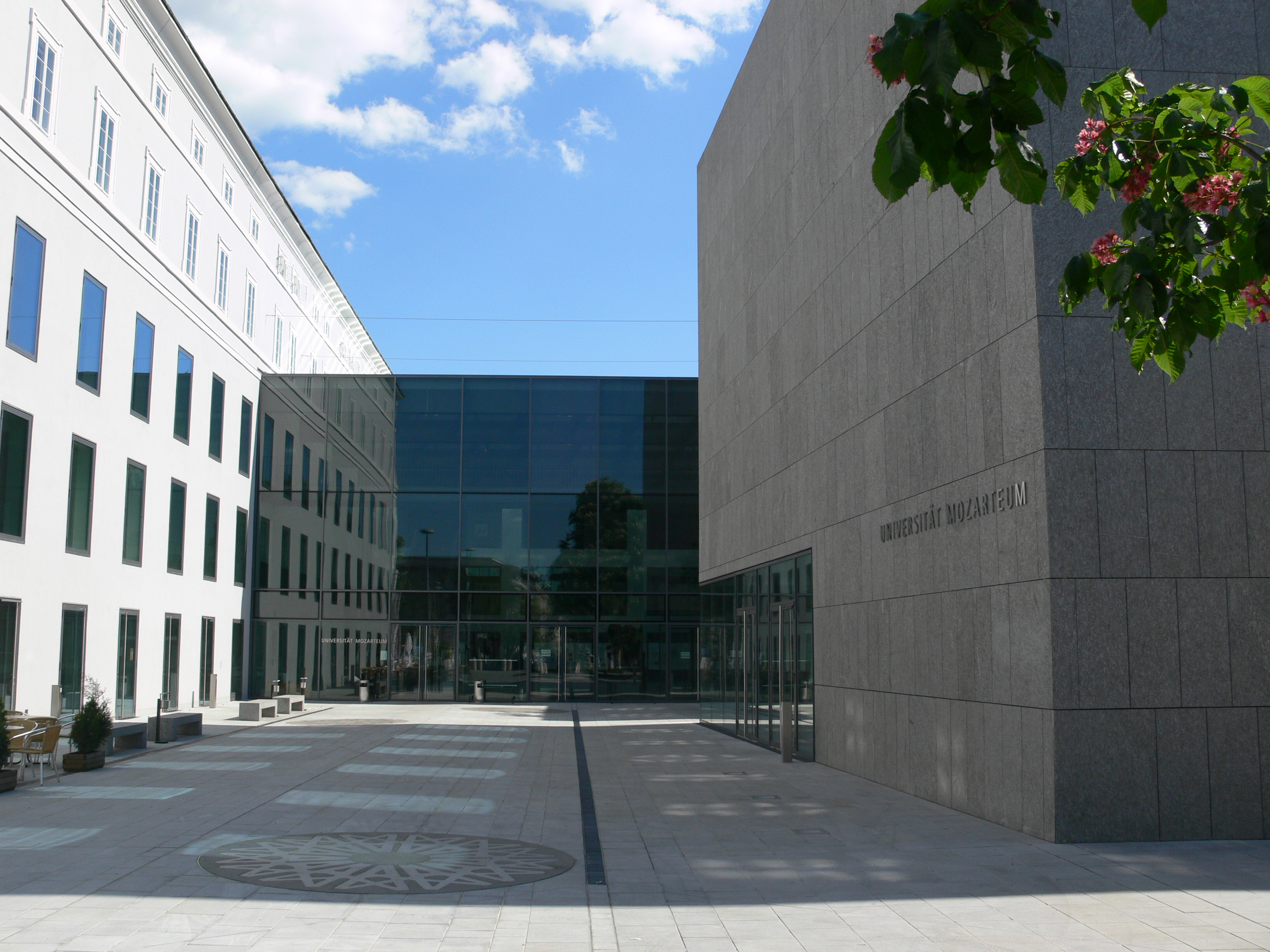
Salzburg Mozarteum 2008

Het meest recente belangrijkste Europese centrum voor polyesthetisch onderwijs is de Mozarteum Universiteit Salzburg, zoals niet in de laatste plaats blijkt uit de interculturele congressen die daar regelmatig worden gehouden. Ze fungeren als stimulans voor andere instellingen. Polyesthetiek richt zich als schooltak op de vier gebieden van expressie en vormgeving: drama, dans, beeldend onderwijs en muziek.   Polyesthetisch onderwijs heeft bewezen gunstig te zijn voor de inclusie van gehandicapten, bijvoorbeeld blinden.